# L'orgia dei morti
L'orgia dei morti è un film del 1973 diretto da José Luis Merino. Copruduzione italo-spagnola. Titolo spagnolo La orgía de los muertos; titolo per il mercato anglofono Orgy of the dead.

## Trama
La vicenda è ambientata nei primi dell'Ottocento e narra di Serge, giovane londinese convocato in Macedonia a seguito del decesso di un suo ricco zio, barone residente a Skopje. Giunto nella città, Serge apprende che anche la figlia del defunto barone, sua cugina Mary, è morta: assassinata subito dopo il funerale del padre. Dalla lettura del testamento si apprende che il ricco barone ha lasciato quasi tutte le sue fortune a Serge mentre a Nadja, la sua seconda giovane moglie, vengono legate alcune miserrime rendite. Nadja, infuriata per la scelta del defunto marito, cerca di corteggiare Serge il quale, però, le preferisce Dorys, la giovane figlia del dottor Leòn. Il dott. Leòn è un assiduo frequentatore del castello del defunto barone in quanto, nelle segrete del maniero, si trova il suo studio, all'interno del quale, il dottore, sta promuovendo una serie di segretissimi esperimenti. Un giorno Nadja viene uccisa da una imprecisata entità durante una seduta spiritica. Un ispettore di polizia indaga sugli omicidi. Le forze dell'ordine sono convinte che il responsabile dei misfatti sia Igor, il becchino del cimitero locale, uomo deviato mentalmente e con tendenze necrofile. Solo al termine si scoprirà che il responsabile delle morti è il dott. Leòn.
Il dottore stava conducendo una serie di esperimenti sui cadaveri, al fine di riportarli in vita. Le cavie per i suoi esperimenti gli venivano fornite da Igor, che prelevava i corpi dal locale cimitero. Gli esperimenti del dott. Leòn, però, sfuggono di mano allo stesso scienziato: i morti animatisi e trasformatisi in zombie, finiscono col non ubbidire al medico, seminando il terrore. Nadja e Mary erano state uccise da due morti viventi e, anche Igor, cade vittima di uno zombie. Nel tentativo di salvarsi il dott. Leon, Dorys e Serge si danno ad una grossa fuga e, per allontanare i morti viventi, utilizzano il fuoco. Un grosso incendio divampa nelle segrete del castello e solo Dorys e Serge si salveranno. Il dott. Leòn resterà ucciso dagli stessi esseri mostruosi da lui creati. Dopo l'intervento della polizia e dopo un grosso rastrellamento della zona, si è portati a pensare che gli zombie siano tutti periti nell'incendio. Esausto per gli accadimenti, Serge decide di tornare a Londra ove Dorys, oramai sua ufficiale fidanzata, lo raggiungerà dopo qualche giorno. Serge lascia Skopje in treno mentre, Dorys, si allontana su una carrozza. Prima di raggiungere Londra la ragazza intende occuparsi del funerale del padre, il dottor Leòn. Dorys non si accorge, però, che la carrozza sulla quale si allontana è guidata da un morto vivente.